# Fernseea bocainensis
Fernseea bocainensis é uma espécie do gênero Fernseea.

## Distribuição
Esta espécie é endêmica do Rio de Janeiro e de São Paulo. Está presente no Parque Nacional da Serra da Bocaina.